# Henry Howard, 13. Duke of Norfolk

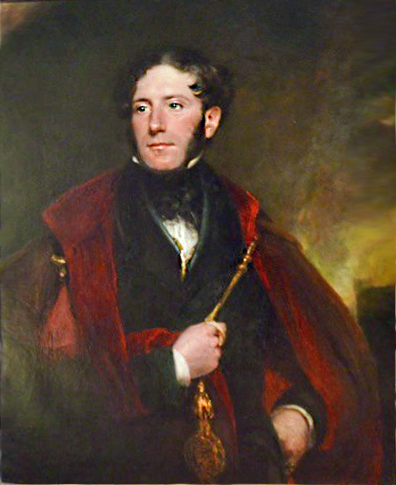
Henry Howard, 13. Duke of Norfolk

Henry Charles Howard, 13. Duke of Norfolk KG, PC (* 12. August 1791; † 18. Februar 1856) war ein britischer Politiker und Peer. Er gehörte den Whigs an.

## Kindheit
Howard war das einzige Kind von Bernard Edward Howard, 12. Duke of Norfolk, und Lady Elizabeth, Tochter von Henry Belasyse, 2. Earl Fauconberg. Nachdem sein Vater 1815 Duke of Norfolk wurde, führte er den Höflichkeitstitel Earl of Surrey.

## Politische Karriere
Am 4. Mai 1829 wurde er als Abgeordneter für das Borough Horsham in das House of Commons gewählt. Als er seinen Platz einnahm, war er der erste Katholik, der nach der Katholikenemanzipation im Parlament saß. Er hatte sein Mandat für Horsham bis 1832 inne und war im Anschluss bis 1841 Abgeordneter für das County West Sussex. 1837 wurde er Mitglied des Privy Council und Treasurer of the Household im Kabinett Melbourne bis 1841. Am 16. August 1841 wurde ihm durch Writ of Acceleration vorzeitig der nachgeordnete Titel seines Vaters, Baron Maltravers, verliehen. Er wurde dadurch Mitglied des House of Lords und schied aus dem House of Commons aus. Zwischen Juli und August 1841 war er Captain der Yeomen of the Guard. Nach dem Tod seines Vaters folgte er 1842 als Duke of Norfolk, Earl of Norfolk, Earl of Surrey, Earl of Arundel und Earl Marshal nach.
Als die Whigs 1846 mit der Regierung John Russell wurde Howard Master of the Horse, eine Position, die er bis zum Sturz der Regierung 1852 innehatte. Später diente er ab 1853 bis 1854 als Lord Steward of the Household im Kabinett Aberdeen und 1854. 1848 wurde er in den Hosenbandorden aufgenommen.
1854 verpachtet Howard dem Sheffield Cricket Club Land für 99 Jahre. Heute steht dort Bramall Lane, das Heimstation von Sheffield United.

## Familie
Howard heiratete 1814 Lady Charlotte Sophia Leveson-Gower, Tochter von George Leveson-Gower, 1. Duke of Sutherland. Sie hatten fünf Kinder:
- Henry Granville Fitzalan-Howard, 14. Duke of Norfolk (1815–1860).
- Edward George Fitzalan-Howard, 1. Baron Howard of Glossop (1818–1883).
- Lady Mary Charlotte Howard (1822–1897), ⚭ Thomas Foley, 4. Baron Foley.
- Lord Bernard Thomas Fitzalan-Howard (1825–1846).
- Lady Adeliza Matilda Fitzalan-Howard (1829–1904), ⚭ 1855 Lord George Manners.

Norfolk starb im Februar 1856 im Alter von 64 Jahren. Seine Frau starb im Juli 1870.